# 動協箭蛇
動協箭蛇是游蛇科箭蛇屬的一種爬蟲動物。該物種分布於厄瓜多。